# Pasiunile sufletului
Pasiunile sufletului (titlul original, în limba franceză: Les Passions de l'âme - denumit uneori și Traité des passions de l'âme, iar în română Tratatul despre pasiuni) este un tratat filosofic scris de René Descartes și tipărit la Amsterdam și Paris în 1649. A fost ultima carte publicată de către autor în timpul vieții sale. Tratatul a fost redactat în franceză și dedicat prințesei palatine Elisabeta de Boemia.
În această lucrare, Descartes se concentrează asupra chestiunii pasiunilor. Prin urmare, este vorba de un tratat de filosofie morală, ultimul domeniu al filosofiei abordat de gânditorul francez. Prin această contribuție, Descartes se înscrie în lunga tradiție a reflecției filosofice despre pasiuni, propunând în același timp o perspectivă novatoare asupra subiectului, pe care îl tratează dintr-un punct de vedere fiziologic, precursor al neurofiziologiei moderne.
Tratatul reprezintă totodată o nouă ocazie pentru ca Descartes să clarifice câteva dintre problemele pe care le-a formulat în operele sale anterioare. Astfel, referitor la problema interacțiunii dintre corp și suflet, el propune în ultima sa lucrare teoriile despre „spiritele animale” și rolul central pe care îl joacă, în opinia sa, glanda pineală (sau epifiza), stabilind o legătură între emoțiile umane și chimia corpului. De asemenea, în ceea ce privește teoria acțiunii, Descartes prezintă o filosofie morală mai închegată decât regulile provizorii pe care le-a schițat în Discursul asupra metodei, fondată pe cunoașterea legilor fiziologice.

## Geneza și sensul tratatului

### Originea lucrării
Descartes începe în 1643 o bogată corespondență cu prințesa Elisabeta de Boemia, în care discută probleme de morală, ca răspuns la întrebările prințesei referitoare mai ales la fericire, pasiuni și conduita corectă în viață. Tratatul despre Pasiunile sufletului reprezintă sinteza rezultatelor acestor schimburi epistolare.

### Raportul dintre filosofia morală și știință
În contextul științific al secolului al XVII-lea, care abandonează ideea kosmos-ului în favoarea unui univers deschis, ale cărui legi trebuie cercetate, acțiunea umană nu mai depinde (așa cum credea filosofia greacă) de cunoașterea ordinii din univers, ci mai degrabă de cunoașterea naturii, din care face parte și omul, ca element al ei. Pentru a acționa bine, trebuie studiată și cunoscută natura în funcționarea sa intimă.
De aceea, Descartes își propune să vorbească despre pasiuni, nu în calitate de moralist, nici dintr-o perspectivă psihologică, ci înainte de toate sprijinindu-se pe știința naturii: „Planul meu n-a fost să explic pasiunile ca orator, nici chiar ca teoretician al moralei, ci doar ca naturalist (physicien)” (Scrisoarea către editorul său din 14 august 1648). Prin aceasta, Descartes nu se diferențiază doar în raport cu tradiția aristotelică, pentru care mișcările corpului își au originea în suflet, dar și cu tradițiile stoică și creștină, pentru care pasiunile sunt boli ale sufletului, care trebuie tratate ca atare. Descartes poate astfel afirma că pasiunile „sunt toate bune prin natura lor (de leur nature) și că nu trebuie să evităm decât reaua lor întrebuințare și excesele lor” (articolul CCXI).
În contextul viziunii mecaniciste asupra viului, legate de apariția științei moderne în secolul al XVII-lea, Descartes concepe corpul ca pe o mașină care dispune de o anumită autonomie: el se poate mișca independent de suflet. Pe această premiză se bazează și abordarea fiziologică a pasiunilor sufletului. Concepute altădată drept o anomalie, pasiunile devin un obiect natural, a cărui funcționare trebuie explicată.

## Noțiunea carteziană de „pasiune”

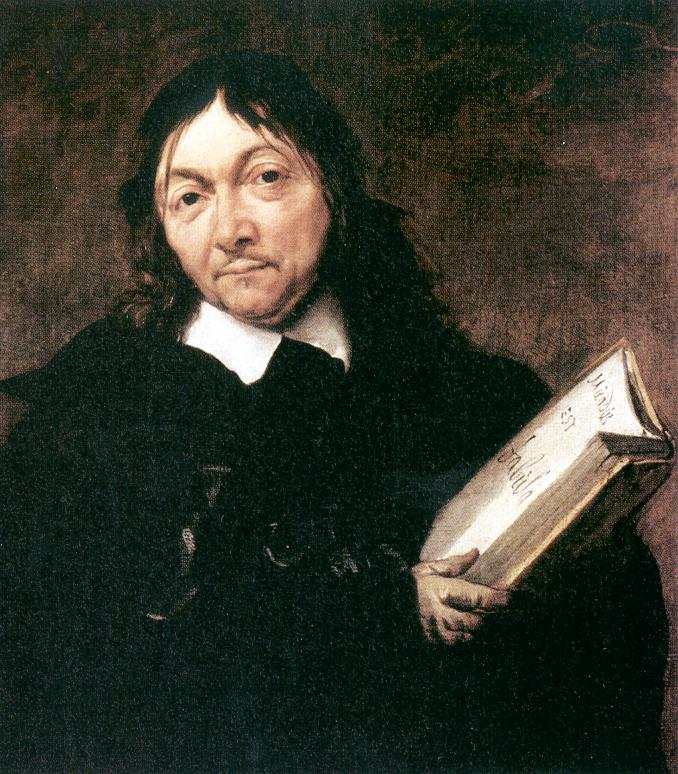
Portret al lui Descartes de Jan Baptist Weenix, în jurul anului 1648 (Centraal Museum, Utrecht)

Tratatul se sprijină pe filosofia dezvoltată de Descartes în lucrările sale precedente, în special în ceea ce privește distincția dintre „suflet” și „corp”: sufletul este un lucru care gândește (res cogitans), lipsit de întindere și fără părți; corpul este un lucru întins (res extensa), care nu gândește, definit doar prin întinderea, forma și mișcarea sa. Această distincție reprezintă esența dualismului cartezian. Pasiunile sufletului îi oferă gânditorului francez ocazia să aprofundeze misterul unirii în om a celor două substanțe (gândirea și corporalitatea).
„Pasiunile”, așa cum erau înțelese de către Descartes, corespund în linii mari noțiunii psihologice actuale de „emoție”. Există însă și diferențe semnificative între ceea ce se numea „pasiune” în epoca respectivă și ceea ce se numește „emoție” în prezent. Cea mai importantă dintre ele constă în faptul că pasiunile, așa cum sugerează și etimologia cuvântului (din verbul latin patior: „a suferi, a păți”), sunt de natură pasivă, adică experiența lor este provocată de un obiect exterior subiectului. În schimb, în psihologia contemporană, o emoție este concepută în general ca un fenomen ce se desfășoară în interiorul subiectului, fiind mai degrabă produsă de către acesta.
Descartes definește pasiunile ca „percepții sau sentimente sau emoții ale sufletului care sunt raportate în mod special la suflet și care sunt cauzate, întreținute și întărite printr-o anumită mișcare a spiritelor” (art. XXVII). „Spiritele” menționate aici sunt „spiritele animale” (esprits animaux), noțiune fundamentală pentru înțelegerea fiziologiei carteziene. Acestea funcționează într-o manieră asemănătoare cu cea în care medicina actuală concepe sistemul nervos. Descartes explică procesul prin care aceste spirite animale sunt produse în sânge și sunt răspunzătoare de stimularea mișcărilor corpului. Afectând mușchii, de exemplu, spiritele animale „mișcă corpul în toate diversele moduri în care poate fi mișcat” (art. X).
Descartes nu respinge deci aprioric pasiunile, ci sublinază chiar rolul benefic pe care îl joacă acestea pentru existența umană: „Filosofia pe care o cultiv nu este atât de barbară și nici atât de sălbatică încât să respingă folosința pasiunilor; dimpotrivă, doar în această folosință pun eu tot farmecul și fericirea vieții acesteia” (Scrisoarea către marchizul de Newcastle din martie sau aprilie 1648). Ceea ce are importanță este înțelegerea mai bună a mecanismului lor, pentru a le putea controla prin voință, în loc ca aceasta să se supună lor. Astfel, „chiar cei care au sufletele cele mai slabe ar putea dobândi o stăpânire cu adevărat absolută asupra tuturor pasiunilor lor, dacă s-ar folosi iscusința trebuincioasă pentru a-i dresa și a-i îndruma” (art. L).

## Structura tratatului
Organizarea tratatului lui Descartes este semnificativă pentru filosofia autorului. Aplicându-și faimoasa metodă la filosofia morală, Descartes descompune problema pasiunilor sufletului în părțile sale cele mai simple, cele mai elementare. Gânditorul francez identifică, din această perspectivă, șase pasiuni fundamentale clare și distincte: „Putem observa cu ușurință că nu există decât șase asemenea pasiuni [simple și primitive] și anume mirarea (admiration), iubirea, ura, dorința, bucuria și tristețea, toate celelalte fiind compuse din câteva din aceste șase sau fiind varietăți (espèces) ale lor” (art. LXIX).
Pornind de la aceste șase pasiuni primitive, Descartes investighează efectele lor fiziologice și implicațiile lor asupra comportamentului uman. În continuare, el combină cele șase pasiuni între ele, pentru a regăsi întregul spectru al pasiunilor sufletului.
Lucrarea este divizată în trei mari părți intitulate: 
1. Despre pasiuni în general și, cu acest prilej, despre întreaga natură a omului
2. Despre numărul și ordinea pasiunilor, cu explicarea celor șase pasiuni primitive
3. Despre pasiunile particulare

Tratatul este compus în total din 212 articole, dintre care foarte puține se întind pe mai mult de câteva paragrafe. Maniera extrem de sistematică de a proceda a lui Descartes prefigurează interesul lui Leibniz pentru combinatorică sau expunerea more geometrico din Etica lui Spinoza.
Plecând, în primul articol al lucrării, de la afirmația tradiției scolastice conform căreia acțiunea și pasiunea nu sunt decât două nume diferite pentru unul și același lucru, pe care îl considerăm fie din punctul de vedere a ceea ce îl produce (acțiune), fie a ceea ce îl suferă (pasiune), Descartes deduce din aceasta necesitatea de a distinge funcțiile (activitatea) corpului (art. VII-XVI) față de funcțiile sufletului (art. XVII-XXVI), pentru a ajunge la definiția generală a pasiunilor (art. XXVII-XXIX). Studiul interacțiunii dintre suflet și corp (art. XXX-XXXIX) îi permite apoi să afirme concluzia referitoare la puterea sufletului asupra corpului (art. XLI-L). În partea a doua (art. LI-CXLVIII) și partea a treia (art. CXLIXI-CCXII), filosoful procedează la definirea și analiza fiecărei pasiuni în parte, a manifestărilor lor, precum și a caracterului lor util sau dăunător pentru ființa umană.

### Ediții ale textului
fr  în limba franceză:
- René Descartes, Les Passions de l'âme, Henry Le Gras, Paris, 1649. Online: Facsimilul ediției originale.
- René Descartes, Œuvres de Descartes, vol. XI, Paris, 1909. Online: Ediția de referință Adam și Tannery.
- René Descartes, Les Passions de l'âme, Vrin, Paris, 1955 (reeditare 1970). Introducere și note de Geneviève Rodis-Lewis.
- René Descartes, Les Passions de l'âme, LGF, col. « Poche », Paris, 1990. Introducere de Michel Meyer, prezentare și comentarii de Benoît Timmermans. ISBN 2253054550
- René Descartes, Les Passions de l'âme, Flammarion, col. « GF/ Philosophie », Paris, 1998. Prezentare de Pascale d'Arcy. ISBN 2080708651

ro  în limba română:
- René Descartes, Pasiunile sufletului, Editura științifică și enciclopedică, București, 1984. Traducere de Dan Răutu, studiu introductiv și note de Gheorghe Brătescu.
- René Descartes, Despre pasiunile sufletului, Editura Antet, Filipeștii de Târg, 2011 (reeditare 2013). Traducere de Andreea Năstase. ISBN 9789736364525

### Studii
- Jean-Marie Beyssade, „La classification cartésienne des passions”, în Revue internationale de philosophie, 1983, 146, pp. 278-287.
- Antonio Damasio, L'erreur de Descartes: la raison des émotions, Odile Jacob, Paris, 1995.
- Pierre Guenancia, L'intelligence du sensible. Essai sur le dualisme cartésien, Paris, Gallimard, 1998.
- Martial Gueroult, Descartes selon l'ordre des raisons, Paris, Aubier, 1953, 1968, 2 vol.
- Denis Kambouchner, L'homme des passions: commentaires sur Descartes, Paris, Albin Michel, 1995, 2 vol.
- Anthony Lévi, French moralists : the theory of the passions. 1585-1649, Oxford, Clarendon Press, 1964.
- Jean-Luc Marion, „Générosité et phénoménologie”, în Études philosophiques, 1988, pp. 51-68.
- Pierre Mesnard, Essai sur la morale de Descartes, Paris, Boivin & Cie, 1936.
- Geneviève Rodis-Lewis, Le problème de l'inconscient et le cartésianisme, Paris, PUF, 1950.
- Geneviève Rodis-Lewis, „Le dernier fruit de la métaphysique cartésienne : la générosité, le sens actuel de la métaphysique de Descartes”, în Études philosophiques, 1987, no. 1, pp. 43-54.
- Robert Rethy, „The teaching of nature and the nature of man in Descartes' Passions de l'âme”, în The Review of Metaphysics , vol. 53, no. 3, p. 657.
- Jean-Paul Sartre, „La liberté cartésienne”, în Situations, I, 1947, pp. 560-567.
- Amy M. Schmitter, „Descartes and the primacy of practice: The role of the passions in the search for truth”, în Philosophical Studies, 108, Kluwer Academic Publishers, 2002, pp. 99-108.
- Carole Talon-Hugon, Les passions rêvées par la raison. Essai sur la théorie des passions de Descartes et de quelques-uns de ses contemporains, Paris, Vrin, 2002.
- Michel Terestchenko, „Le pur souffrir de l’âme : Rationalité et affectivité chez Descartes”, în Les études philosophiques, 71, PUF, 2004, pp. 441-460.